# Comuna Liubeșivska Volea, Liubeșiv
Liubeșivska Volea (în ucraineană Любешівська Воля) este o comună în raionul Liubeșiv, regiunea Volînia, Ucraina, formată din satele Liubeșivska Volea (reședința) și Veazivne.

## Demografie
Componența lingvistică a satului Liubeșivska Volea
     Ucraineană (99,49%)
     Alte limbi (0,51%)
Conform recensământului din 2001, majoritatea populației satului Liubeșivska Volea era vorbitoare de ucraineană (99,49%), existând în minoritate și vorbitori de alte limbi.